# Janusz Andrzejewski
Janusz Andrzejewski (ur. 1 sierpnia 1952 r. w Toruniu) – polski aktor teatralny.

## Życiorys
W 1977 roku ukończył studia na PWSFTviT w Łodzi. W latach 1977–1979 pracował w Tarnowskim Teatrze im. Ludwika Solskiego, w latach 1979-1982 w Teatrze Dramatycznym im. Jana Kochanowskiego w Opolu, a w latach 1982–1992 w Teatrze Polskim we Wrocławiu. Obecnie pracuje w Teatrze Nowym w Poznaniu.
W 2018 otrzymał brązowy Medal „Zasłużony Kulturze Gloria Artis”

## Wybrana filmografia
- 1978: Bilet powrotny